# كارلا همفريز
كارلا همفريز (بالإنجليزية: Carla Humphries)‏ هي عارضة وممثلة أمريكية، ولدت في 20 مايو 1988 في الولايات المتحدة.

## وصلات خارجية
- كارلا همفريز على موقع IMDb (الإنجليزية)
- كارلا همفريز على موقع قاعدة بيانات الفيلم (الإنجليزية)